# Liste der Kulturdenkmale in Adelberg

Wappen von Adelberg

In der Liste der Kulturdenkmale in Adelberg werden unbeweglichen Bau- und Kunstdenkmale in Adelberg aufgelistet. Diese Liste ist noch unvollständig.

## Allgemein
- Bild: Zeigt ein ausgewähltes Bild aus Commons, „Weitere Bilder“ verweist auf die Bilder im Medienarchiv Wikimedia Commons.
- Bezeichnung: Nennt den Namen, die Bezeichnung oder die Art des Kulturdenkmals.
- Lage: Straßenname und Hausnummer oder Flurstücknummer des Kulturdenkmals, gegebenenfalls auch den Ortsteil. Die Grundsortierung der Liste erfolgt nach dieser Adresse. Der Link (Karte) führt zu verschiedenen Kartendiensten mit der Position des Kulturdenkmals. Fehlt dieser Link, wurden die Koordinaten noch nicht eingetragen. Sind diese bekannt, können sie über ein Tool mit einer Kartenansicht einfach nachgetragen werden. In dieser Kartenansicht sind Kulturdenkmale ohne Koordinaten mit einem roten bzw. orangen Marker dargestellt und können durch Verschieben auf die richtige Position in der Karte mit Koordinaten versehen werden. Kulturdenkmale ohne Bild sind an einem blauen bzw. roten Marker erkennbar.
- Datierung: Baubeginn, Fertigstellung, Datum der Erstnennung oder grobe zeitliche Einordnung entsprechend des Eintrags in der zuständigen Denkmaldatenbank (Landesamt für Denkmalpflege Baden-Württemberg).
- Beschreibung: Kurzcharakteristik des Kulturdenkmals.

## Liste
| Bild           | Bezeichnung                        | Lage                      | Datierung           | Beschreibung | ID |
| -------------- | ---------------------------------- | ------------------------- | ------------------- | --- | -- |
| Weitere Bilder | Ehemaliges Prämonstratenserkloster | Bereich Kloster (Karte)   | 1171                | Der ummauerte Klosterbezirk des ehemaligen Prämonstratenserkloster befindet sich südlich von Adelberg. Geschützt nach § 12 DSchG                                                   |    |
| Weitere Bilder | Herrenmühle                        | Herrenmühle (Karte)       | 1527 erwähnt        | Die Herrenmühle ist eine Klostermühle, welche sich südlich von dem Kloster Adelberg befindet. Zu ihr gehören ein Wasserrad und ein Mühlenweiher. Geschützt nach § 28 DSchG         |    |
|                | Evangelische Pfarrkirche           | Kirchstraße 7 (Karte)     | 1490/93             | Diese evangelische Pfarrkirche befindet sich südlich von Adelberg auf einem Hang. Zu ihr gehört eine Kirchhofmauer. Geschützt nach § 28 DSchG                                      | BW |
| Weitere Bilder | Klosteranlage Adelberg             | Kloster 3–22 (Karte)      |                     | Zu der Klosteranlage Adelberg gehören die ehemalige Klosteranlage, Ulrichskapelle und Ummauerung des Klosters oberhalb des Herrenbachtals. Geschützt nach § 12 DSchG               |    |
|                | Zachersmühle                       | Zachersmühle 1, 2 (Karte) | 16./17. Jahrhundert | Die ehemalige Klostermühle, die Zachersmühle, befindet sich südlich des Ortes Adelberg am Kohlbach. Zu ihr gehören eine Scheune und mehrere Nebengebäude. Geschützt nach § 2 DSchG | BW |